# Xã Butternut Valley, Quận Blue Earth, Minnesota
Xã Butternut Valley (tiếng Anh: Butternut Valley Township) là một xã thuộc quận Blue Earth, tiểu bang Minnesota, Hoa Kỳ. Năm 2010, dân số của xã này là 325 người.